# Kaitlyn Tougas
Kaitlyn Tougas är en ishockeyspelare från Thunder Bay i Ontario i Kanada. Hon spelar för sedan 2017 för Modo i Svenska damhockeyligan. 2016 draftades hon i fjärde omgången som nr 18 av Brampton Thunder i Canadian Women's Hockey League. Innan dess hade hon spelat för sin moderklubb Thunder Bay Queens och Bemidji State University. Vid senaste kontraktsförlängningen karaktäriserades hon som "en lite avig spelare, högerskytt och med ett brett register där hon kan göra det oväntade och bryta mönster i matcherna" av sin klubb.